# Jan Abel Adriaan Waldorp

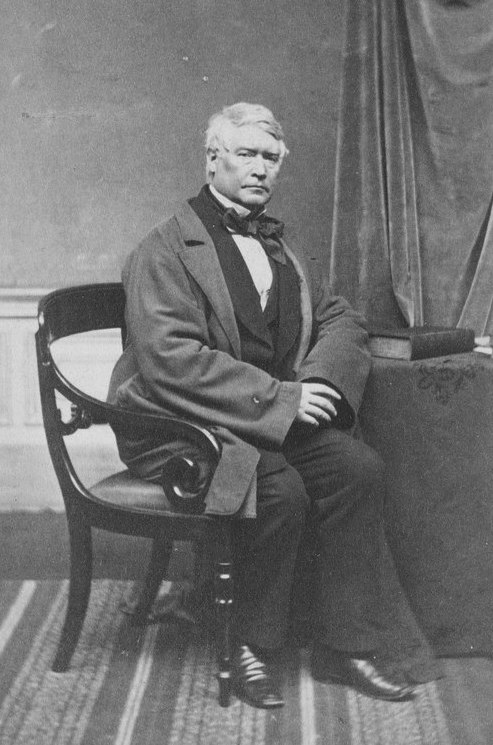
Jan Abel Adriaan Waldorp (1824-1893)

Jan Abel Adriaan Waldorp (Den Haag, 29 juni 1824 - Parijs, 15 augustus 1893) was een Nederlands civiel ingenieur, die vooral voor de waterstaat gewerkt heeft.

## Opleiding en eerste werkkring
Hij deed in september 1840 toelatingsexamen voor cadet voor het vak van de waterstaat in Nederlands-Indië. Die opleiding was toen bij de Koninklijke Militaire Academie in Breda. Alhoewel de opleiding in 1842 verplaatst werd naar de Koninklijke Akademie te Delft, mochten de studenten in Breda hun studie daar afmaken. In 1844 werd Waldorp tot aspirant-ingenieur benoemd. Reeds in 1845 werd hij benoemd tot arrondissementsingenieur te Breda.

## De bovenrivieren
In 1849 werd hij bevorderd tot ingenieur 2e klasse en overgeplaatst naar Zaltbommel. Zijn chef was daar ir. Martinus Hendrik Conrad. Hij was verantwoordelijk voor de dienstkring Betuwe (Waal, Nederrijn tot Opheusden en het Gelderse deel van de Lek). Maar Conrad was zo tevreden over Waldorp dat in 1852 zijn dienstkring uitgebreid werd met het Pannerdensch Kanaal en de rest van de Rijn. En in 1853 kwam daar de Gelderse IJssel nog bij tot aan Westervoort. In die tijd werd er veel aandacht gegeven aan een goed beheer van de rivieren in verband met de vele rivieroverstromingen die er in de decennia daarvoor waren geweest.
In verband met de uitbreiding van zijn ambtsgebied werd hij overgeplaatst in 1852 naar Arnhem. Na het overlijden van Conrad in 1854 werd hij hoofdingenieur in Gelderland.

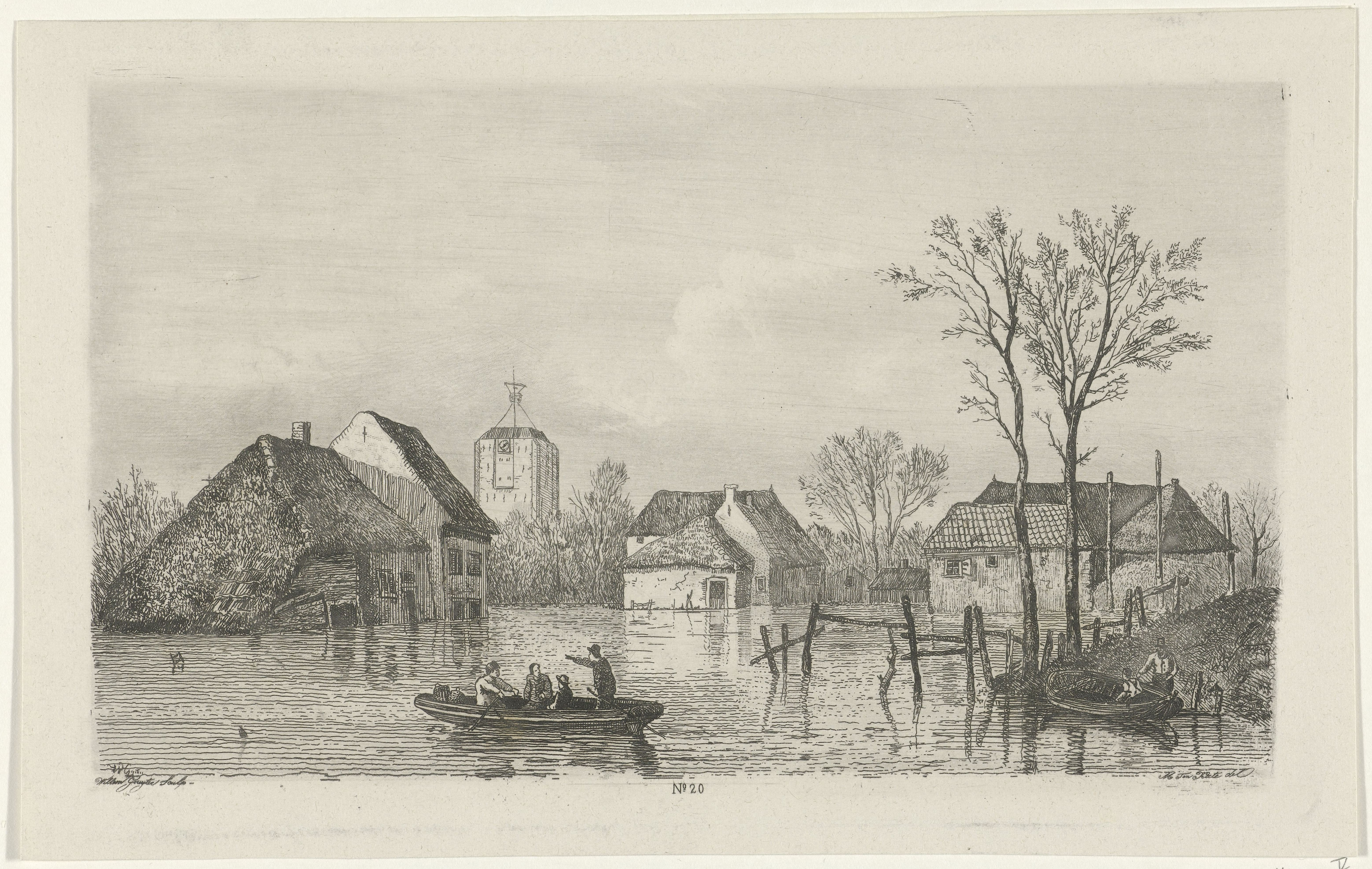
Overstroming bij Beesd, 1855

Voor zijn optreden bij de watersnood van 1855 ontving hij van Koning Willem III een eigenhandig geschreven bewijs van tevredenheid.
Naast zijn primaire verantwoordelijkheid voor de rivieren werd hij gevraagd voor allerlei andere zaken op waterbouwkundig gebied. Hij was een energiek en een innemend man en wars van alle vormelijkheden. Op verschillende plaatsen werden door hem stoomgemalen gebouwd, o.a. in Wamel, Dreumel en Alphen, waar hij de pompen van zijn toenmalige chef Fijnje toepaste. 

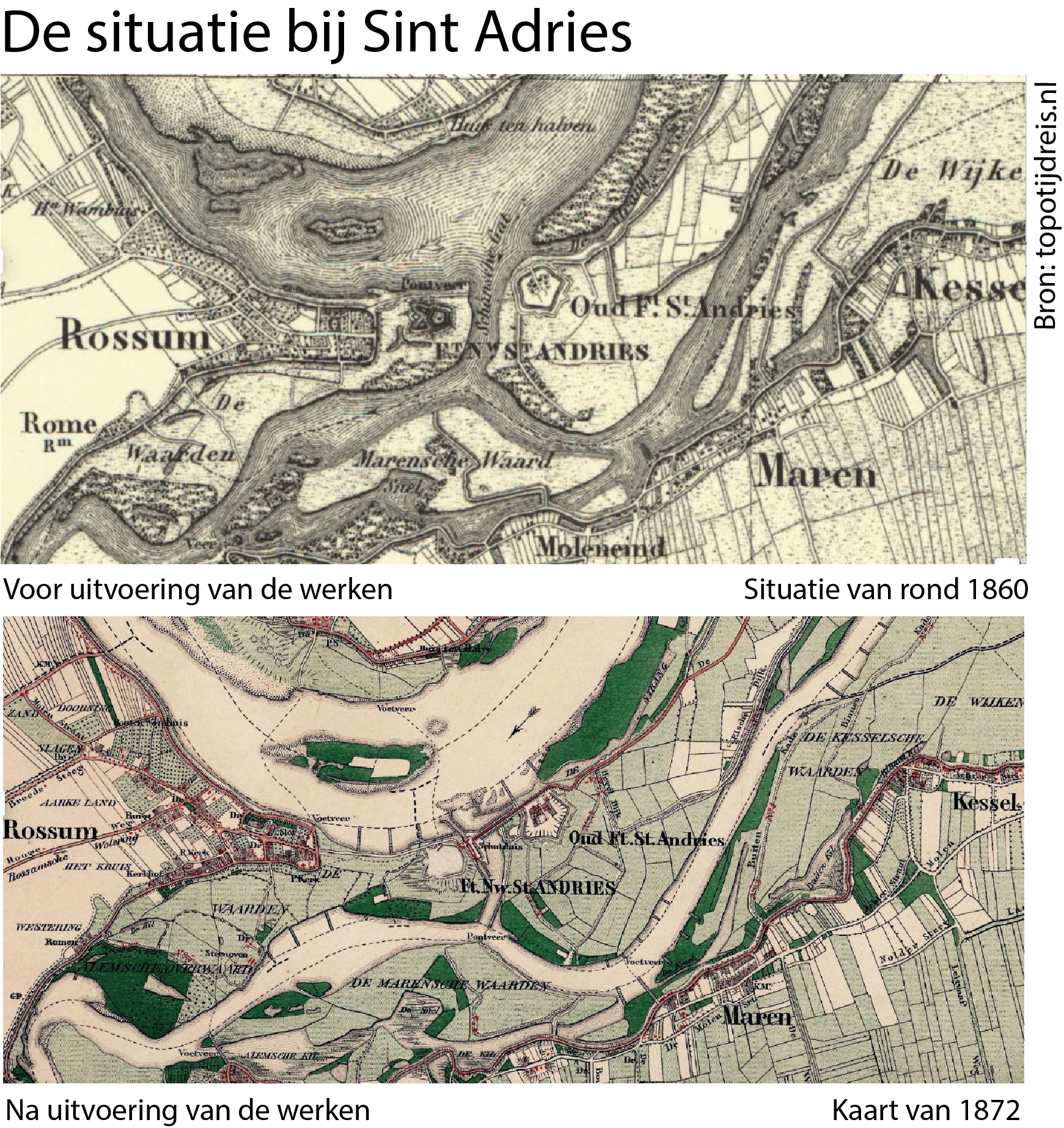
De werken bij Sint Andries

Hij werkte aan de afsluiting bij Sint Andries en de bouw van de bijbehorende sluis in 1856. Misschien om het gewicht van die onderneming te benadrukken, ontwierp hij vier monumentale trappen aan weerszijden van de sluiskolk. Een groots gebaar volgens bewonderaars als Tutein Nolthenius, onpraktisch volgens critici als Ramaer.

## Spoorwegen
Met Sloet van de Beele en Reuchlin heeft hij een concessie aangevraagd voor de aanleg van het noordernet van de spoorwegen. De bedoeling was dat als de concessie eenmaal verleend zou zijn, Waldorp derde concessionaris zou zijn. Als technisch beambte bij het rijk kon hij niet in de concessieaanvraag worden genoemd. De concessie werd inderdaad verleend, maar door verwerping in 1860 van de financiële regeling hiervoor in de Eerste Kamer vielen deze plannen in duigen.
Waldorp was inmiddels overgeplaatst naar Gorinchem en belast met de aanleg van de Nieuwe Merwede. Dat was evenwel van korte duur, want in oktober 1860 werd hij benoemd als een van de drie ingenieurs in algemene dienst bij de aanleg van de Staatsspoorwegen.

### Intermezzo ijsopruiming
Ondanks die benoeming moest hij in 1861 toch nog waterstaatswerk doen, namelijk het opruimen van ijs op de rivieren met stoomboten. Dit was toen een nieuwe ontwikkeling. De bouw van sterke ijzeren boten met steeds krachtiger stoommachines maakte dat mogelijk. Met hun sterke romp waren ze bestand tegen ijsmassa’s en de krachtige machines maakten het mogelijk het oppervlakte-ijs te splijten en te verbrijzelen door erop in te varen. De inzet van dergelijke stoomboten voor ijsbestrijding was in Nederland voor het eerste beproefd in de dooi van de winter van 1860-1861. Gedurende negen dagen werd op de benedenrivieren zoals de Lek, de Merwede en de Waal het ijs gebroken met één radersleepboot, ‘de Brouwershaven’. Het resultaat werd over het algemeen positief beoordeeld.

### Positie in Den Haag
Te 's-Gravenhage werkte hij onder de commissie van drie leden voor de Staatsspoorwegaanleg. Het was hoofdzakelijk een bureaubetrekking. Dit veranderde enigszins in 1863, toen Van der Kun met het oog op zijn gezondheid verzocht om ontheven te worden van zijn bemoeiingen met de spoorwegaanleg. De commissie werd toen ontbonden. Omdat de adviseur Klerck zich vooral met administratieve zaken bezig hield, werden technische zaken aan Waldorp en zijn ambtgenoot Kool overgelaten. Zij kregen daardoor meer invloed. In 1867 kreeg Waldorp de titel van hoofdingenieur bij de waterstaat en in dat jaar ook de titel van spoorwegingenieur.

### Centraal station Amsterdam
Er moest een groot station in Amsterdam komen. Rond 1865 schetste Waldorp, die belast was met het ontwerp voor de zogenaamde lijn-K, Amsterdam-Nieuwe Diep (Den Helder), naar verluidt in slechts enkele dagen tijd met vlotte pen en fraaie pastelkleuren het plan voor een stationseiland in de haven van Amsterdam, met daarop recht voor het Damrak een centraal personen- en goederenstation. Volgens Van Leeuwen zijn de oudste schetsen hiervan tot nu toe niet teruggevonden. Hij liet het eiland aansluiten op de schutsluizen in Jan Blankens afsluitdijken van het Wester- en Oosterdok uit 1832. Als Waterstaatsingenieur had Waldorp eigenlijk nauwelijks ervaring met de bouw van spoorbruggen. Evenmin had hij voeling met de eisen van de scheepvaart in een grote haven. Daardoor ontwierp hij de doorgangen en viaducten veel te krap. De spoorbruggen waren draaibruggen, maar omdat er niet veel treinen waren, zouden die volgens Waldorp eigenlijk altijd voor de scheepvaart open staan.
Hij ging uit van een gecombineerd personen- en goederenstation. 
Dit plan werd grondig aangepast door zijn collega Albert Jacob van Prehn (1824-1880), eerstaanwezend ingenieur bij de aanleg van lijn-K, aanvankelijk met standplaats Alkmaar, vanaf 1869 Amsterdam. Van Prehn maakte vier viaducten van aanzienlijke hoogte (tot 5,5 meter), zodat toch nog een behoorlijke doorvaart voor de scheepvaart mogelijk was en hij legde ze bovendien zo breed aan dat aan beide zijden van de doorvaarten toegangswegen naar het IJ kwamen.
Waldorp noch Van Prehn lijken serieus onderzoek te hebben gedaan naar de bodemgesteldheid in het IJ. Dat kon ook niet, want er was toen nog vrijwel geen grondmechanische kennis. Het gevolg was dat nogal wat constructiedelen gingen verzakken. De slechte bodemgesteldheid onder het Station Amsterdam Centraal leidde bij iedere verbouwing tot grote problemen; het was altijd ingewikkeld en kostbaar.
Ook heeft Waldorp een ontwerp gemaakt voor de spoorhaven van Harlingen; hierbij heeft hij dezelfde overtuigende illustratiemethoden gebruikt, waardoor zijn denkbeelden altijd goed overkwamen bij beleidsmakers. In zijn biografie is Ramaer hier echter heel negatief over.
Buiten zijn officiële werkkring werden aan Waldorp steeds weer allerlei andere opdrachten gegeven.

### Duinwaterleiding van 's-Gravenhage
De gemeenteraad van 's-Gravenhage gaf in 1871 opdracht aan Waldorp de aanleg van een duinwaterleiding uit te voeren. Hij had deze opdracht voornamelijk te danken aan de invloed van zijn vriend Fijnje, die gemeenteraadslid was. Omdat hij toch al veel particulier werk had, was dit een welkome aanleiding om uit 's rijks dienst verlof te vragen, wat hem in 1872 verleend werd. De winning van het water begon in 1874. Technisch was dat eenvoudig, omdat er destijds ruim voldoende duinwater was en er nog geen aanvullende zuivering nodig was.

### Spoorbrug Westervoort

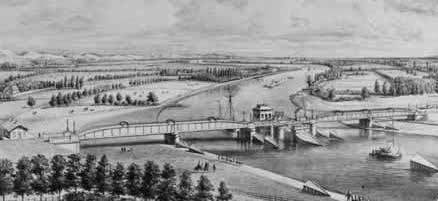
De draaiburg bij Westervoort uit 1855 die door Waldorp verzwaard is

Een andere privé opdracht was de functie van consulent-ingenieur van de Nederlandse Rijnspoorweg waarin hij de brug te Westervoort van 1855, die veel te zwak was voor de nieuwe locomotieven, versterkte zonder het verkeer te stremmen. Dit was een tijdelijke verbetering, in 1894 werd besloten de brug te vervangen.

## Batavia
De Minister van Koloniën nodigde hem amen met Pieter Caland en de hydrograaf  A.R. Blommendal, in 1875 uit om voor Batavia een haven te ontwerpen. Waldorp maakte hiervoor een reis naar Batavia, waarvan het gevolg was, dat het plan dat door de vroegere directeur openbare werken Van Raders gemaakt was om de haven aan te leggen in een moerassige streek, te Tandjong-Priok, een stuk ten oosten van Batavia, door de commissie werd aanbevolen. Velen waren van mening, dat dit plan grote gebreken had, in het bijzonder vanwege de grote afstand van de stad en de ongezonde ligging. Maar daarbij wordt vergeten, dat dichter bij Batavia het strand aanzandt (Tandjong-Priok is een in zee uitstekende punt), zodat men veel meer last van aanzanding zou gehad hebben. De havenwerken zijn volgens die plannen uitgevoerd.

## Noordzeekanaal en Nieuwe Waterweg
Toen de Amsterdamsche Kanaalmaatschappij de uitvoering van de aanleg van het kanaal overdroeg aan een Engelse aannemer, moest een Engelse ingenieur de technische leiding op zich nemen. Dit werd sir John Hackshaw. Deze stelde Waldorp als adviseur aan.
Hij werd in 1877 met zijn iets jongere tijdgenoten Rose en Conrad door minister Tak van Poortvliet in de commissie voor de Rotterdamse Waterweg benoemd, hij heeft daarin een bescheiden inbreng gehad. Een berekening van hem van de diepte van de Nieuwe Waterweg werd door Lely volledig afgekraakt. Waldorp heeft zich door Rose laten overhalen om het beginsel van Caland, de open waterweg van Rotterdam naar zee, te ondersteunen, hoewel hij vroeger meer voelde voor een lateraal kanaal van bijvoorbeeld Vlaardingen naar Hoek van Holland. Een eerste poging om voor dit plan was een in 1878 door hem gemaakt ontwerp voor een grote haven in Scheveningen met een kanaal voor de grote rijnschepen van Vlaardingen naar Scheveningen.

## Amsterdam-Rijn verbinding

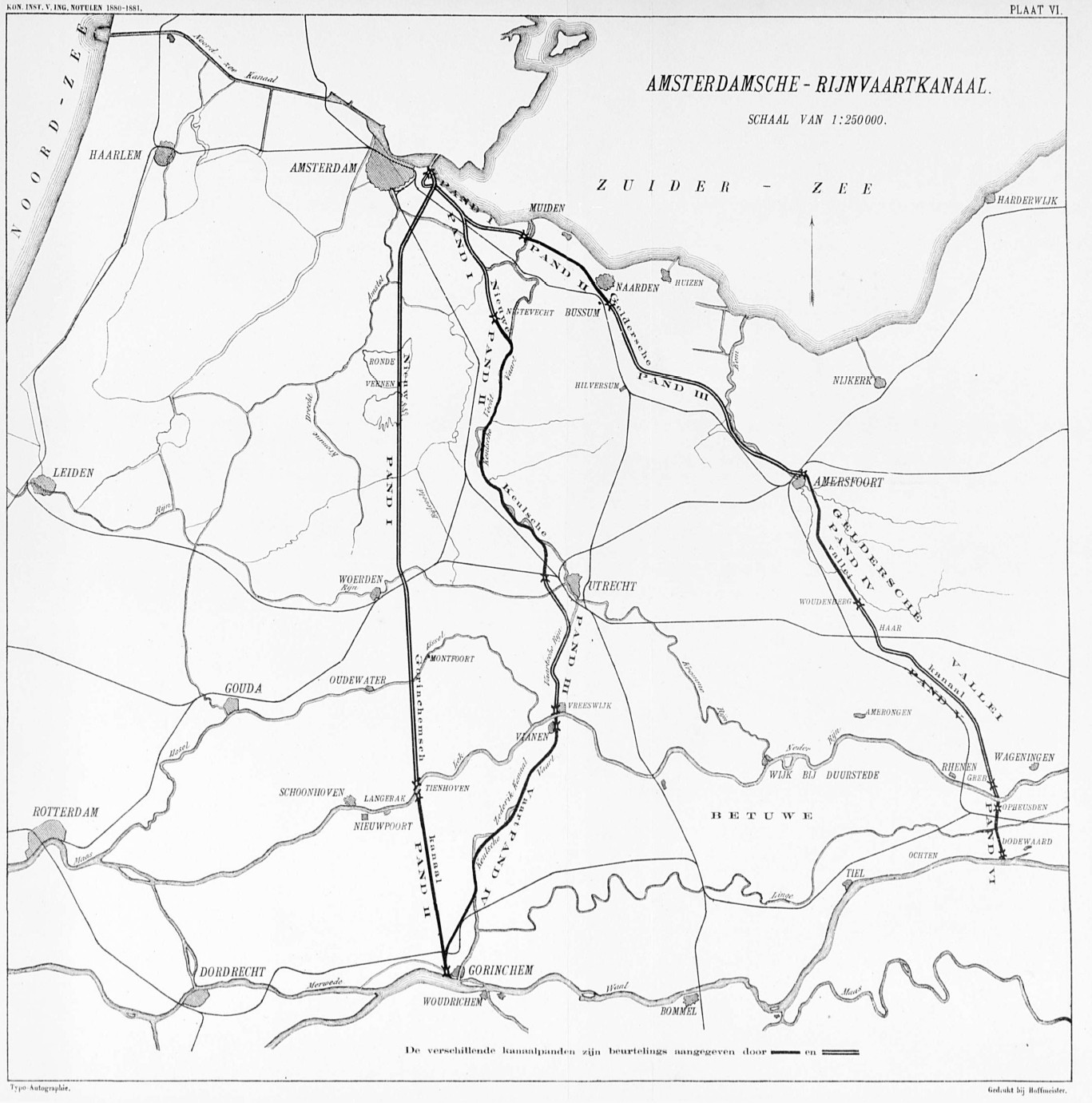
Amsterdam - Rijnvaartverbinding volgens Waldorp 1881

In juni 1877 en maart 1878 schreef Waldorp, daartoe aangezet door Rose, twee brochures: Ontwerp van een nieuwen waterweg van Amsterdam naar den Rijn en van Amsterdam naar Rotterdam en Het wetsontwerp op de binnenlandsche scheepvaart. Een woord over het Geldersche Vallei-kanaal. In de eerste beval hij een kanaal aan in rechte richting naar Gorinchem, en het is zijn grote invloed, die er voor gezorgd heeft dat dit kanaal er ook gekomen is (het was een verbetering van het Zederik kanaal). Hij stelde een ruim kanaal voor, maar dat is door Minister Klerck niet overgenomen. In het tijdschrift van het Koninklijk Instituut van Ingenieurs heeft hij zijn ontwerp op 12 april 1881 nog nader verdedigd, waarbij hij aan de afmetingen nog grotere eisen stelde, dan hij in 1877 al gedaan had.

## Hongarije

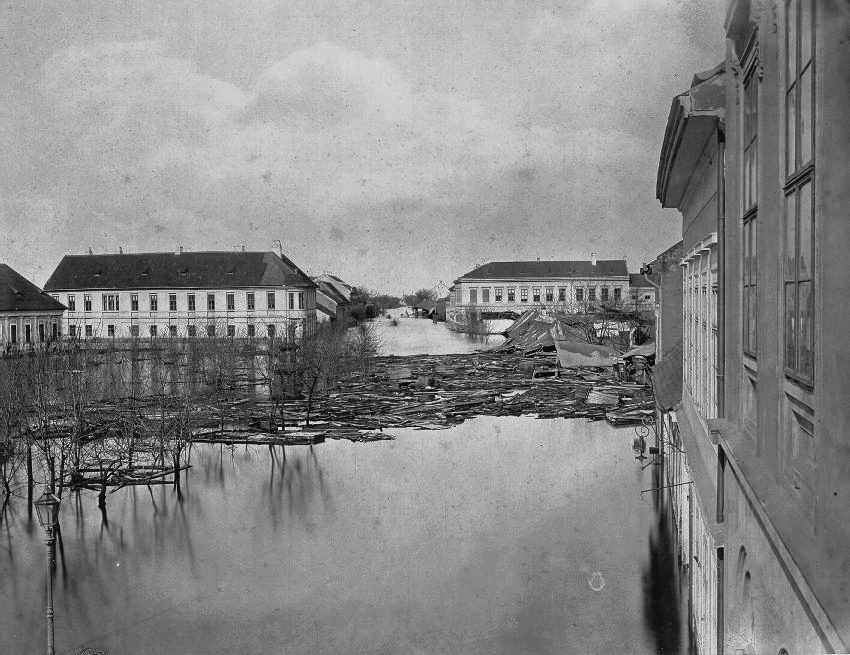
Overstroming in Szeged in 1879

In 1879 werd Waldorp door de Hongaarse regering in een commissie van 5 buitenlandse leden benoemd om te adviseren over wat er gedaan moest worden om de overstromingen der Tisza te voorkomen, specifiek de overstromingen in de stad Szeged. Het rapport van deze commissie kwam in hetzelfde jaar uit, en behelsde het ontwerp van bochtafsnijdingen en de aanleg van een dijk, tevens boulevard, om deze stad. Het werd door de Hongaarse ingenieurs Lajos Lechner en Aurél Wein met de nodige problemen uitgevoerd. In 1881 was er weer een rivierhoogwater, waardoor de plannen al weer aangepast moeten worden. Dit is eigenlijk zo gebleven tot in de 21e eeuw.

## Zuid-Amerika

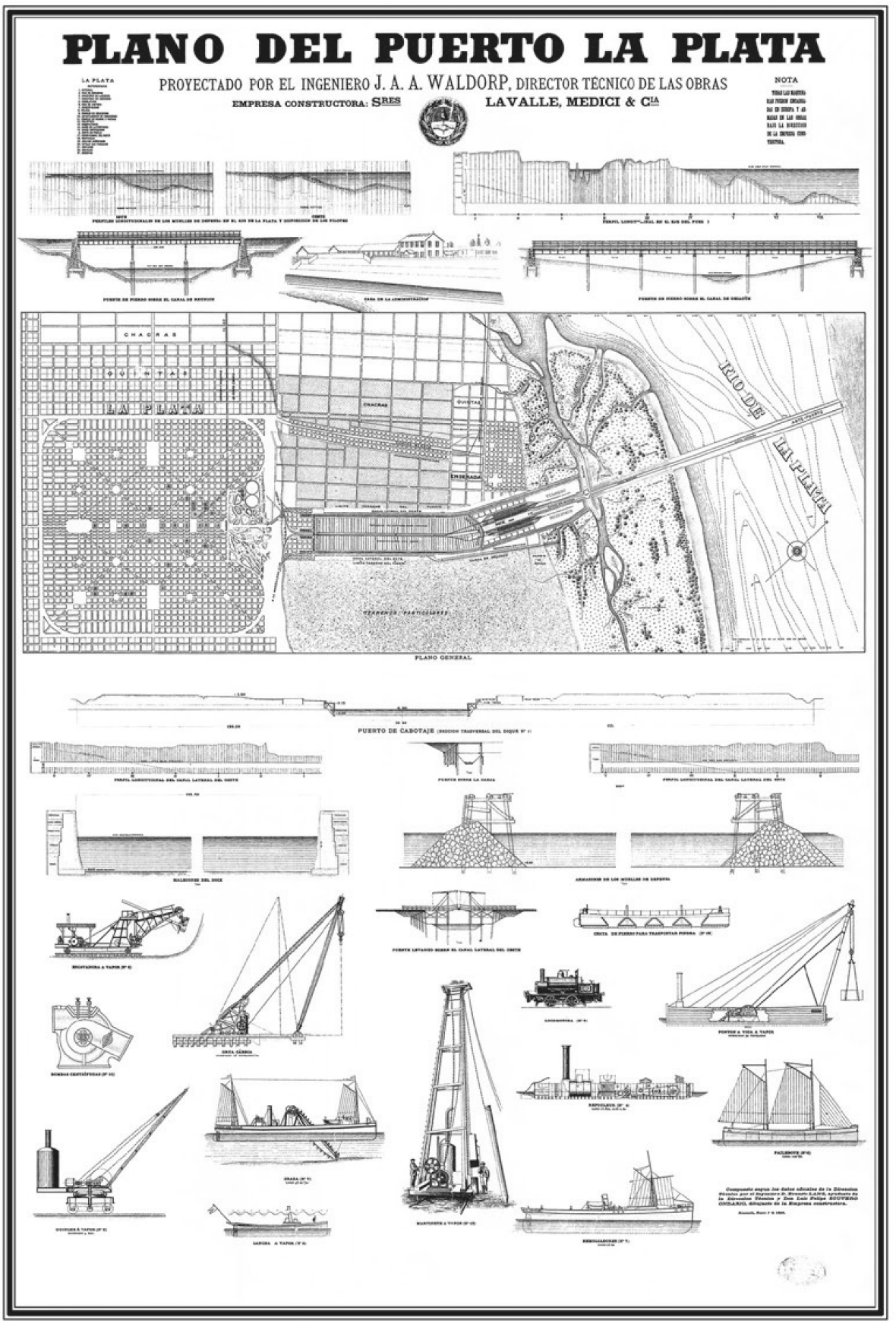
Ontwerp van de haven van La Plata 1886

Minister Klerck, die hem in het begin van 1881 het hoofdinspecteurschap van de waterstaat had aangeboden, waarvoor hij echter bedankt had, wist gedaan te krijgen, dat Waldorp bij koninklijk besluit van 12 maart 1881 benoemd werd tot staatsraad in buitengewone dienst.
In het najaar van 1881 ontving Waldorp het aanbod om in dienst van de republiek Argentinië te komen. Hij eiste een zeer hoog bezoldiging, omdat hij eigenlijk geen zin had om daar heen te gaan. Maar tot zijn verbazing ging men zonder onderhandelingen op zijn voorwaarden in. Hij vertrok dus in november 1881 met zijn gezin en nog wat ondergeschikten naar Buenos Aires. Het idee was om daar een grote haven aan te leggen, maar Waldorp vond Buenos Aires geen goede locatie. Hij stelde voor om verder stroomafwaarts langs de Rio de la Plata bij Ensenada een haven te stichten, Puerto La Plata. De huidige stad La Plata bestond nog niet, er is in 1880 besloten bij de oprichting van de federale republiek Argentinië dat Buenos Aires de hoofdstad van de federatie zou worden, en dat er een nieuwe hoofdstad gebouwd zou worden voor de deelstaat Buenos Aires. Dit werd La Plata op het plateau van Ensenada, zo'n 60 km ten zuidoosten van Buenos Aires. Waldorp vond deze locatie veel beter, omdat deze plaats dichter bij het diepe stuk van de Rio de la Plata ligt; de vaarweg vanaf deze geul naar Buenos Aires is heel lang, meer dan 60 km en voor een groot deel minder diep dan 5 m. Politiek viel dit voorstel ook in goede aarde, omdat dit meer aanzien zou geven voor de nieuwe hoofdstad van de deelstaat, en minder de nadruk zou komen te liggen op Buenos Aires.
Dit leidde ertoe dat hij in 1883 formeel benoemd werd als technisch directeur van de werken van de haven van de Ensenada, Don Juan Abel Adrián Waldorp, hoofdingenieur van Waterstaat en minister van Staat van Nederland. In latere stukken in Argentinië wordt hij vaak alleen met zijn familienaam aangeduid, en als zijn voornaam vermeld wordt luidt deze Juan, soms voorafgegaan door een titel, het wordt dan "Ing. Juan Waldorp". Verwarrend is dat zijn zoon Johannes Abel 91859-1930) hier ook actief is geweest (vooral als architect). Deze wordt meestal aangeduid als "Arq. Juan  Waldorp (Hijo)". Zijn kleinzoon Juan Abel Adrian (1885-1962) is ook een belangrijke Argentijnse architect geworden.:blz 55 Zijn zoon Jan Herman wordt in Argentijnse stukken "Ing. Herman Waldorp" genoemd.

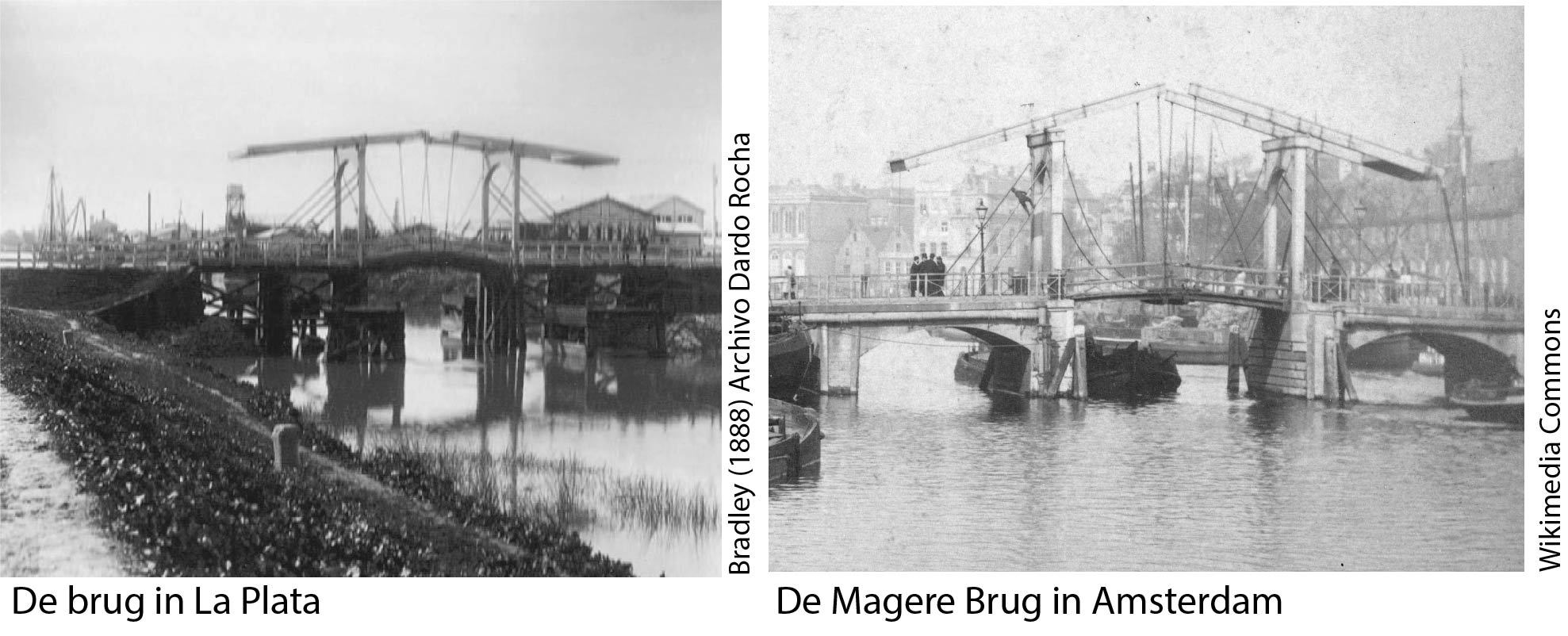
Ophaalbrug in La Plata in vergelijking met de Magere Brug in Amsterdam, die ongeveer tegelijkertijd gebouwd is.

Over het havenkanaal werd een dubbele ophaalbrug gebouwd zoals die in Nederland standaard was. Deze is vergelijkbaar met veel dubbele ophaalbruggen in Nederland, zoals de Magere Brug in Amsterdam van 1879.
Later wilde Uruguay er voor zorgen dat Montevideo ook een leidende rol hierin gaan spelen en maakte ook plannen voor een grote haven. Zij zagen de havens van Buenos Aires, van La Plata en Rio Grande do Sul (in Brazilië) als een bedreiging van hun eigen ontwikkeling, en zij vroegen daarom Waldorp (en anderen) in 1889 om hiervoor een ontwerp te maken. De zonen van Waldorp hebben een belangrijke bijdrage aan de plannen hiervoor geleverd.
De familie Waldorp heeft vanuit Buenos Aires de nodige projecten gedaan. In Argentijnse documenten wordt aangegeven dat zij onder andere gewerkt hebben aan de havens van Varna en Bourgas in Bulgarije, Contstanța in Roemenië, Santa Fe (1889) en Bahia Blanca (1887).

## Pensioen
Toen hij 65 werd verlangde hij naar rust, en ging in Parijs wonen. Eenmaal in Parijs vroeg hij ontslag uit de rijksdienst (hij was formeel nog steeds staatsraad in bijzondere dienst). Dit werd hem in februari 1890 verleend, en er werd besloten hem een pensioen van ƒ 909 per jaar.Het was zijn bedoeling om uit zijn pensioen een stichting te financieren die het belang van de Nederlandse ingenieurswereld zou behartigen. Maar toen het pensioenbedrag zo laag bleek was hij zo verontwaardigd dat hij hier vanaf zag.

## Privé
Hij was de zoon van de zee- en landschapsschilder Antonie Waldorp en Johanna Sophia van Hove. Hij trouwde op 22 oktober 1846 met Louise Margaretha Petronella ten Kate, dochter van Jan Herman ten Kate, de zuster van de dichter Mari ten Kate en de schilder Herman ten Kate. Hij had een groot gezin, drie zonen: Jan Herman Mari (1850), Antoine (1855) en Johannes Abel (1859) en vier dochters: Louise Antoinette (1853), Johanna (1848), Louise Maria (1864) en Louise (1870). Opmerkelijk is dat zijn zus Johanna Sophia Waldorp getrouwd is met de broer van zijn vrouw, Jan Jacob Lodewijk ten Kate. Hij had van zijn vader een groot artistiek gevoel geërfd. Zijn zoon Johannes Abel was ook nog enige tijd vertegenwoordiger in Argentinië van Kalis Baggermaatschappij. Johannes heeft in Argentinië de nodige gebouwen op zijn naam staan.